# یاسین اوزچان
یاسین اوزچان (ترکی استانبولی: Yasin Özcan؛ زادهٔ ۲۰ آوریل ۲۰۰۶) بازیکن فوتبال اهل ترکیه است که در پست دفاع وسط و دفاع چپ برای باشگاه فوتبال قاسم‌پاشا اسپور در سوپر لیگ فوتبال ترکیه بازی می‌کند.
وی همچنین در تیم‌های ملی فوتبال زیر ۱۶ سال ترکیه و زیر ۱۷ سال ترکیه بازی کرده‌است.